# Microchera
Microchera és un gènere d'ocells de la subfamília dels troquilins (Trochilinae) dins la família dels troquílids (Trochilidae) que habita l'Amèrica Central.

## Taxonomia
Era considerat un gènere monotípic, amb l'espècie tipus, Microchera albocoronata com única especie. Estudis moleculars recents han propiciat la inclusió de dues espècies més, adés ubicades al gènere Elvira.
- Microchera albocoronata - colibrí de capell blanc.
- Microchera cupreiceps - colibrí maragda coronat.
- Microchera chionura - colibrí maragda cuablanc.